# Pacyficzny Instytut Marynarki Wojennej im. S. Makarowa
Pacyficzny Instytut Marynarki Wojennej im. S. Makarowa (ros. Тихоокеанский военно-морской институт им. С.О. Макарова) – utworzona 1937 r. uczelnia wojskowa, kształcąca dla potrzeb Marynarki Wojennej Związku Radzieckiego i Rosji.
Została sformowana we Władywostoku 18 października 1937 jako Trzecia Szkoła Marynarki Wojennej. 5 maja 1939 została przemianowana na Pacyficzną Szkołę Marynarki Wojennej (ros. Тихоокеанское военно-морское училище), a 10 czerwca 1940 rozkazem ludowego komisarza Marynarki Wojennej nadano jej status uczelni wyższej.
21 kwietnia 1954 Rozporządzeniem Prezydium Rady Najwyższej ZSRR uczelni nadano imię Stiepana Makarowa.
Instytut posiada pięć fakultetów, kształcących oficerów floty w specjalnościach:
- nawigatorów;
- radiotechników;
- minerów i torpedystów;
- radiołącznościowców;
- obrony brzegowej i uzbrojenia lotnictwa morskiego[1].